# Águas de Lindóia
Águas de Lindóia egy község (município) Brazíliában, São Paulo állam keleti részén. A 20. század elején alakult ki mint gyógyfürdő. 2021-ben a község népességét 18 908 főre becsülték.

## Elnevezése
A 18. században a környékre vetődő bandeirantek és hajcsárok, akik ismerték a források gyógyító erejét, Águas Santasnak (Szent vizek) nevezték a helyet. Később feljegyezték a Morro das Águas Quentes (Forró vizek dombja) elnevezést is. A 20. század elején kiépülő gyógyfürdőt Thermas de Lindoya (Lindoya-fürdők) névre keresztelték, majd mikor a település községi kerület lett, felvette az Águas de Lindóia (Lindóia vizei) nevet.
A Lindóia (eredetileg Lindoya) név eredetére több magyarázat született, bár egyik sem kielégítő. Egyesek indián (tupi–guarani) kifejezésnek vélik, azonban a nyelvészek szerint az értelmezések nem állják meg a helyüket. Mások rámutattak, hogy Lindóia Basílio da Gama O Uraguai (1769) művének egyik indián szereplője volt, ám a mű cselekménye nem a környéken játszódik, és nem tiszta, hogy a 20. században miért nevezték volna el róla a helyet.

## Története
Megalakulása Francisco Tozzi nápolyi orvosnak köszönhető, aki Brazíliába, Socorroba költözött, hogy az ottani polgároknak orvosi segítséget nyújtson. Itt hallott egy történetet egy papról, aki a közeli Águas Quentes domb forrásaiból feltörő 28 fokos gyógyvíznek köszönhetően kigyógyult ekcémájából. A hagyomány szerint már a caiapó indiánok is ismerték a források erejét, a fehér emberek pedig már a 18. században is felkeresték a helyet. Egyes legendák szerint nem a víz volt a gyógyír, hanem egy nagy béka, amely a források közelében élt, és varázslattal gyógyította meg a betegeket.
Tozzi, miután elemezte a vizet és meggyőződött pozitív tulajdonságairól, árverésen megvásárolta a források körüli földterületet (Sítio Poços da Água Quente), utakat vágatott a sűrű erdőben, és 1910-ben megkezdte a Thermas de Lindoya kiépítését, amely kezdetben három gyógyszállóból állt: Hotel Senado, Hotel Catete és Hotel Câmara. Mellettük település kezdett kialakulni az építkezésen dolgozó munkások számára: szállások, raktárak, iskola, orvosi rendelő. A gyógyfürdő híre és a csodálatos gyógyulások története elterjedt Brazíliában és egyre több fürdővendéget vonzott. 1916-ban megkezdték az ásványvíz palackozását. 1918-ban felépült a település kápolnája (Nossa Senhora das Graças). 1926-ban Marie Curie is meglátogatta a gyógyfürdőt. 1929-ben megnyitották az előkelő Hotel Glóriát, ahol kifinomult bálokat rendeztek.
A helyet 1934-ben Serra Negra község kerületének nyilvánították Águas de Lindóia néven. 1953-ban függetlenedett és 1954-ban önálló községgé alakult. 1964-ben Lindóia nevű kerülete kivált belőle.

## Leírása
Székhelye Águas de Lindóia, további kerületei nincsenek. Brazília gyógyfürdő-fővárosának nevezik (Capital Termal do Brasil). Közel 30 szállodája van, és egyike São Paulo állam tizenegy gyógyfürdő-üdülőhelyének (estâncias hidrominerais). Águas de Lindóia több létesítményén Roberto Burle Marx tájépítész dolgozott. A hidroterápián kívül lehetőség van vízi sportokra, és a festői környéken való túrázásra. A városra jellemző az európai hangulat és gasztronómia, és Brazília „új romantikus célpontjának” is nevezik.